# Петровский, Александр Васильевич
Александр Васильевич Петровский (1868—1929) — русский церковный писатель, православный библеист; протоиерей Русской православной церкви. Принимал участие в составлении «Толковой Библии» и «Православной богословской энциклопедии».

## Биография
Родился 8 (20) декабря 1868 года в селе Николо-Салтыковское Ярославского уезда Ярославской губернии в семье священника.
Окончил Ярославскую духовную семинарию (1892) и Санкт-Петербургскую духовную академию (1892). Преподавал в Александро-Невском духовном училище (1894—1895) и Санкт-Петербургской духовной академии (1895—1905); в 1898 году защитил магистерскую диссертацию.
В 1905 году рукоположен в иерея и назначен к служению в Успенский храм (Спас-на-Сенной); в 1912 году стал настоятелем этого храма, с 6 мая 1912 года — протоиерей.
С 1911 года — доцент Санкт-Петербургской духовной академии, с 1912 года — профессор.
 
Был награждён орденом Св. Анны 2-й степени.
Был репрессирован, в мае 1922 года был арестован с обвинением в «сопротивлении изъятию церковных ценностей». Затем проходил по «Делу митрополита Вениамина» с обвинением по участию «в преступной контрреволюционной группе, поставившую себе целью борьбу с Советской властью». Был приговорён к 3 годам лишения свободы со строгой изоляцией по ст. 62, 119 УК РСФСР, но 7 августа 1923 года освобождён из тюрьмы на Шпалерной улице, по амнистии. После освобождения служил в различных храмах Ленинграда.
 
Реабилитирован 31 октября 1990 года.
Умер 26 сентября 1929 года в Ленинграде. Погребён на Никольском кладбище Александро-Невской лавры, на Братском участке. 
Участвовал в составлении «Толковой Библии» и «Православной богословской энциклопедии». Одним из первых в русской библеистике исследовал точки соприкосновения между Книгой Иова и вавилонской поэзией: Книга Иова и вавилонская песнь страждущего праведника: Речь на годич. акте Имп. Петрогр. духов. акад. 17 февр. 1916 г. — Петроград, 1916. — 17 с.. Совместно с П. Флоренским перевёл книгу: Церковный строй в первые века христианства / Рудольф Зом. — Москва : тип. О-ва распространения полез. кн., 1906 (обл. 1907). — 260 с. — (Религиозно-общественная библиотека. Сер. 1; № 7). Кроме этого были напечатаны:
- Апостольские литургии Восточной церкви : литургии ап. Иакова, Фаддея, Мария и ев. Марка. — СПб. : Т-во «Печатня С. П. Яковлева», 1897. — 93 с.
- Учительное известие при славянском служебнике. — Санкт-Петербург : тип. М. Меркушева, 1911. — 56 с.
- Лекции по Священному Писанию Ветхого Завета. — СПб. : Лит. Богданова, 1911. — 208 с.
- Лекции по Священному Писанию Ветхого Завета. — СПб. : Лит. Богданова-Эртелев, 1914. — 286 с.
- Лекции по Священному Писанию Ветхого Завета. — Петроград : [б. и.], 1915. — 315 с